# Wladimir Grigorjewitsch Fedotow

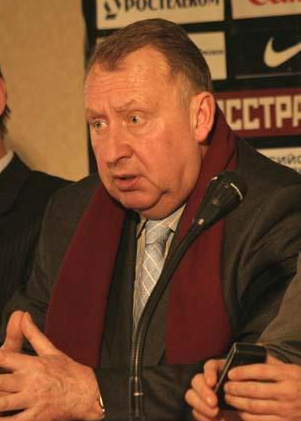
Fedotow im April 2007

Wladimir Grigorjewitsch Fedotow (russisch Владимир Григорьевич Федотов, wiss. Transliteration Vladimir Grigor'evič Fedotov; * 18. Januar 1943 in Moskau; † 29. März 2009 ebenda) war ein russischer Fußballspieler und -trainer. Sein Vater Grigori Fedotow war ebenfalls Fußballspieler.

## Spielerkarriere
Fedotow spielte 15 Jahre lang für ZSKA Moskau, ist mit 382 Einsätzen ewiger Rekordhalter in der höchsten Spielklasse der Sowjetunion und erzielte dabei 92 Tore. 1964 war er mit 16 Treffern Torschützenkönig der Liga. 1970 wurde er mit ZSKA Sowjetmeister.
Darüber hinaus absolvierte er 22 Partien für die Fußballnationalmannschaft der UdSSR, in denen ihm vier Tore gelangen.

## Trainerkarriere
Wladimir Fedotow trainierte mehrere Erstligisten aus Russland. 1981 gewann er mit dem FK Rostow den sowjetischen Pokal. 2002 kam er als Co-Trainer zu Spartak Moskau. Nachdem er zunächst zwei Mal als Cheftrainer übergangsweise eingesprungen war, durfte er im Frühjahr 2006 den Job behalten, nachdem die Mannschaft den Platz 2 der nationalen Liga belegt hatte. In der nachfolgenden UEFA Champions League schied die Mannschaft allerdings bereits nach der Vorrunde aus. In der Saison 2006/07 wurde Fedotow nach mehreren erfolglosen Spielen entlassen.